# Granja de San Andrés (San Martín de Valvení)

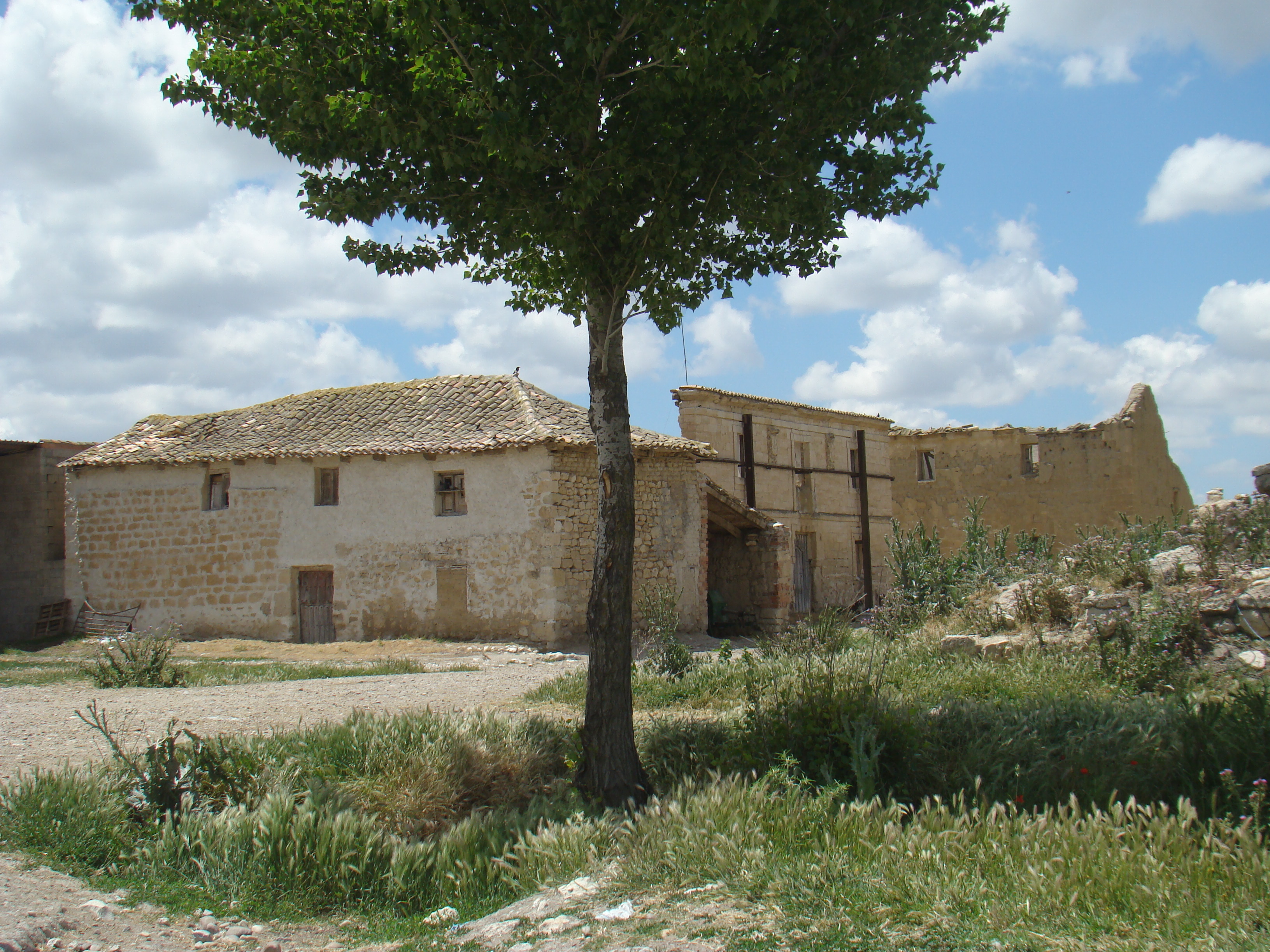
Ruinas de lo que fue priorato llamado Granja de San Andrés.Se mantiene en pie la fachada de lo que fue casa solariega

El lugar conocido como Granja de San Andrés se encuentra en el «valle benigno» a 3,5 km del municipio de San Martín de Valvení, provincia de Valladolid, Castilla y León, España. Su vida comenzó como monasterio benedictino llamado San Andrés de Valbení pero al trasladarse los monjes al nuevo monasterio de Palazuelos el lugar quedó como priorato con un prior al frente de una granja perteneciente a dicho monasterio. La historia de la Granja de San Andrés está directamente ligada a la historia de Palazuelos. En el siglo XXI se conserva el lugar como granja agrícola aunque no se han conservado en buen estado los edificios antiguos ni se ha hecho uso de ellos por lo que sus vestigios van deteriorándose de año en año.

## Historia
Los orígenes del monasterio se encuentran en el primitivo cenobio benedictino conocido con el nombre de San Andrés de Valbení (escrito con ‘be’), documentado desde 1063. Estaba situado en la margen izquierda del río Pisuerga, en el «valle benigno» a 3,5 km del municipio de San Martín de Valvení. No era villa ni poblado, era un lugar conocido precisamente con ese nombre, «San Andrés de Valbení» y al desaparecer años más tarde el monasterio, su recuerdo perduró como San Andrés o granja de San Andrés. En el siglo XXI este mismo lugar es una granja agrícola y en su terreno aún puede verse algún vestigio de aquel monasterio.
La primera documentación data de 1063 pero se cree que su fundación fue más antigua aunque no se puede por el momento precisar la fecha. Los documentos que dan fe de la fecha de 1063 en adelante se refieren a donaciones, casi todas procedentes de caballeros y nobles y también a alguna adquisición por parte de los monjes. Se cita en estos documentos al abad Bellico o Bellido (en 1063), al abad Juan I (en 1095 y 1100) y al abad Osmundo (en 1127)—.
En el siglo XXI este mismo lugar es una granja agrícola y en su terreno aún puede verse algún vestigio de aquel monasterio como la casa solariega con los dos escudos, el abacial y el de Castilla y León y la inscripción en piedra que muestra el año 1696. Esta casa perteneció a los monjes cistercienses de Palazuelos y fue la sede del priorato. También se conservan las ruinas de la iglesia que en algún momento llegó a ser parroquia. El resto de lo que fue el caserío de los colonos está completamente en ruinas salvo alguna casa que conserva los muros e incluso parte del tejado.

Casa abacial de 1696
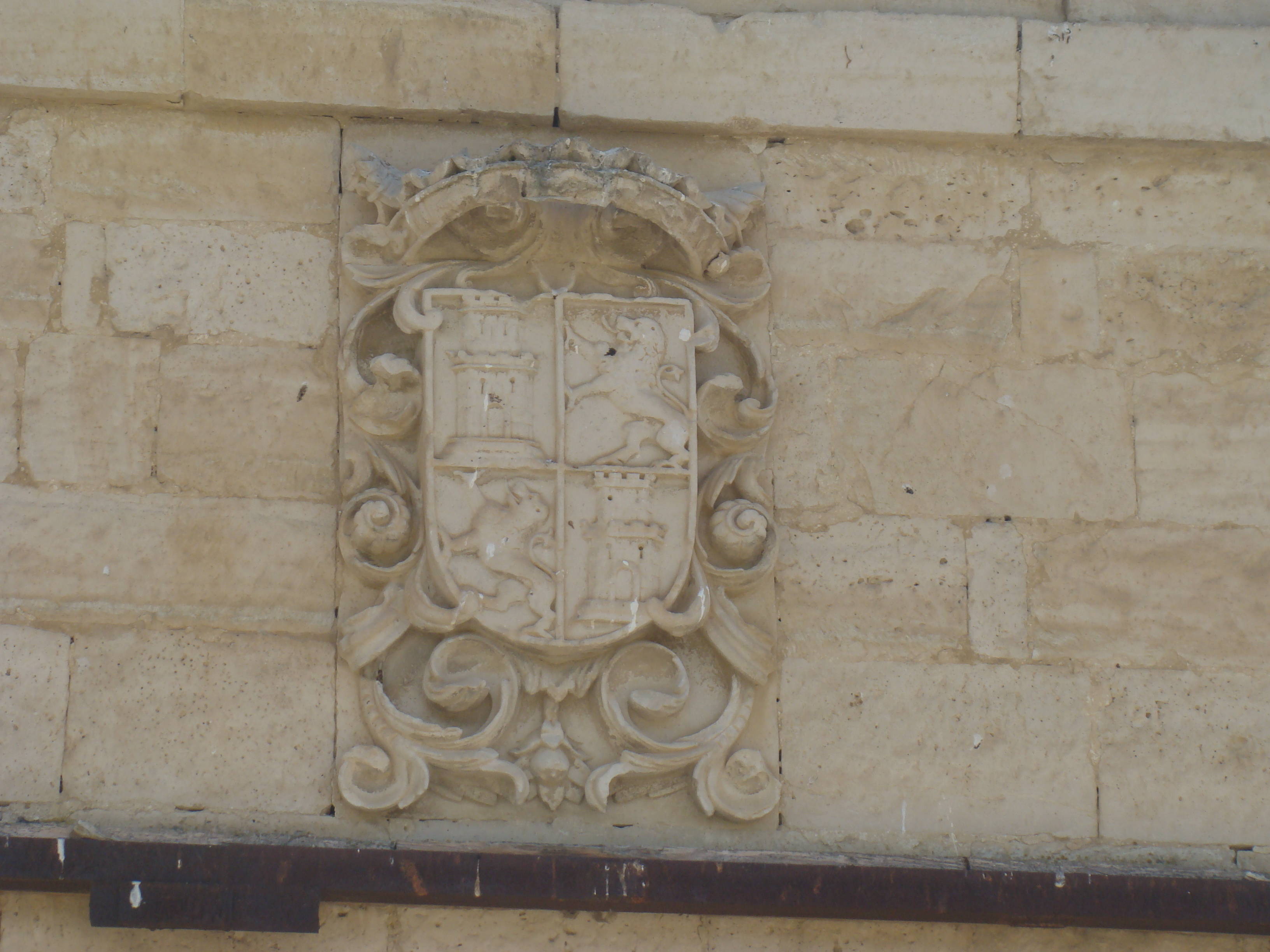
Escudo de Castilla y León
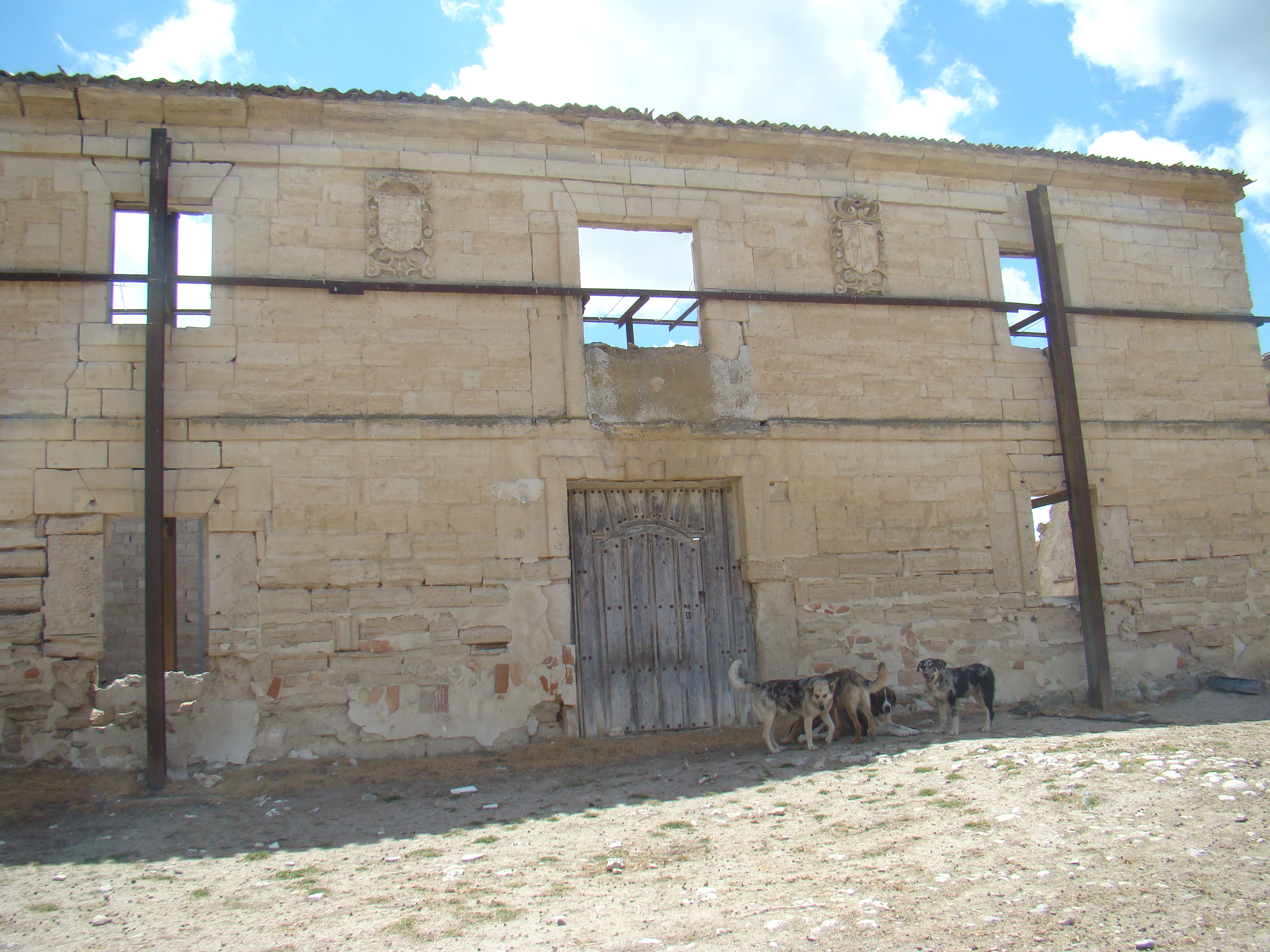
Se mantiene en pie la pared principal de la casa solariega
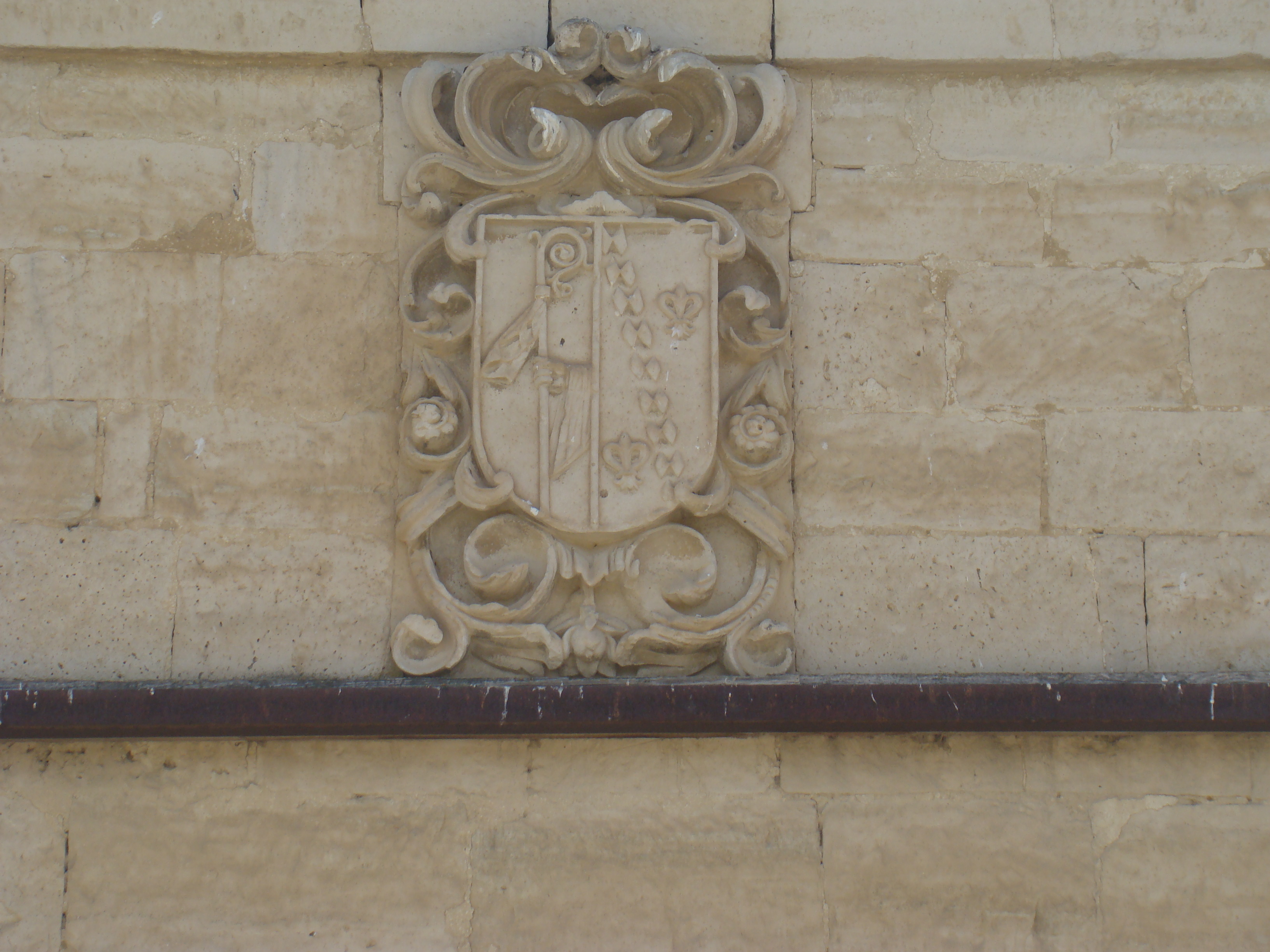
Escudo abacial

### Traslado a Palazuelos

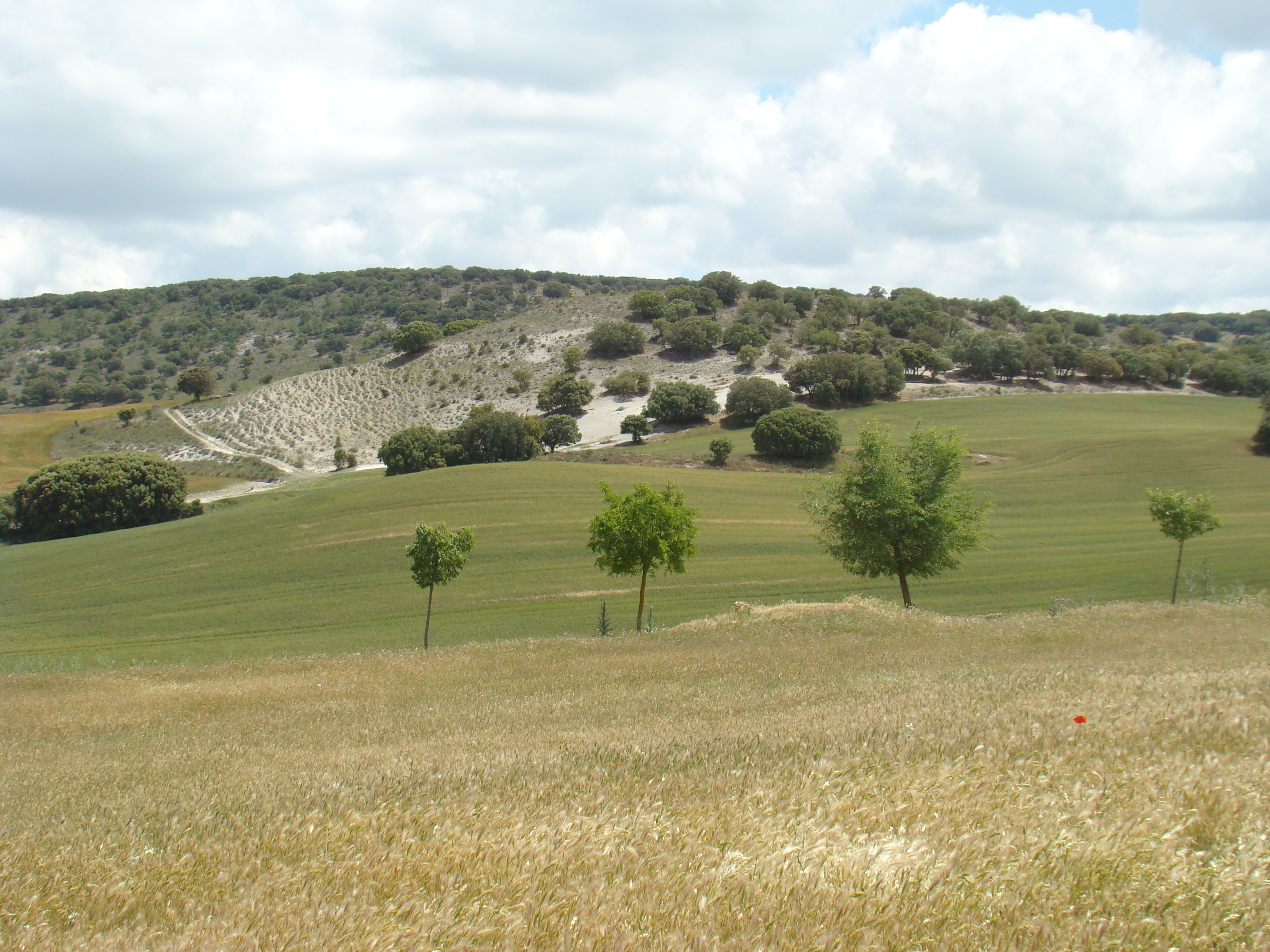
Entorno paisajístico de la Granja de San Andrés

El monasterio de Palazuelos se fundó en tiempos del abad Domingo III (1208) pero las obras no terminaron hasta 1226 en que se consagró el altar mayor pues había ya monjes en esta nueva casa. Los comienzos del traslado desde Valbení tuvieron lugar en 1216 por lo tanto las donaciones que se hacen en estos años van siempre dirigidas a San Andrés.
Finalmente se concluyó el traslado bajo el gobierno del abad Egidio en 1254 y es entonces cuando el monasterio de San Andrés quedó como granja o priorato.